# Q Entertainment
Q Entertainment (キューエンタテインメント株式会社, Kyū Entateinmento Kabukashiki-gaisha) est un studio japonais de développement de jeux vidéo fondé le 10 octobre 2003 par Tetsuya Mizuguchi.
Mizuguchi avait précédemment participé au développement des jeux Space Channel 5 et Rez.

## Présentation
Spécialisée dans le puzzle-game, le premier jeu du studio est Lumines édité en décembre 2004 sur PSP mêlant puzzle et tout un univers musical puis s'ensuivit en mars 2005 par un titre du même genre, Meteos à destination cette fois-ci de la Nintendo DS.
Ces deux jeux ayant reçu un accueil plus qu'excellent par la presse et un autre plus relatif par le public, se virent développer suites et adaptations : Lumines II, Lumines Live!, Meteos Online, Meteos: Disney Magic, respectivement sur PSP, Xbox 360, PC et Nintendo DS.
En parallèle le développement d'un titre mélangeant une nouvelle fois les puzzles et la musique, Gunpey vit le jour pour les deux consoles portables, en reprenant ce qui avait le succès du titre homonyme sur PlayStation en 1999.
En juillet 2006, le studio déclara l'intérêt qu'il portait à la Wii et qu'un jeu serait surement prévu sur celle-ci.
En 2008, le studio a porté l'un des plus atypiques jeu de son créateur : Rez HD sur le Xbox Live Arcade. À l'époque, il s'agit du meilleur lancement sur la plate-forme de téléchargement de la console. Ce le fût encore jusqu'au lancement de Geometry Wars 2. Toujours sur le XBLA, Meteos Wars, remake de l'opus DS, est annoncé pour la fin de l'année 2008.
La même année, Electronic Arts annonce l'édition d'un futur jeu, encore inconnu, coréalisé par le studio et par Grasshopper Manufacture (No More Heroes, Killer7…). C'est la première fois qu'un jeu du studio est édité par un éditeur occidental.
Le studio a développé Peggle (Nintendo DS), pour le compte de PopCap Games.

## Listes des jeux

### Jeux développés
- Lumines — (2004) (PlayStation Portable)
- Meteos — (2005) (Nintendo DS)
- Every Extend Extra — (2006) (PlayStation Portable)
- Lumines Live! — (2006) (Xbox Live Arcade)
- Lumines II — (2006) (PlayStation Portable)
- Every Extend Extra Extreme — (2007) (Xbox Live Arcade)
- Meteos: Disney Magic — (2007) (Nintendo DS)
- Meteos Wars — (2008) (Xbox Live Arcade)
- Lumines Supernova — (2008) (PlayStation 3)
- Q?pid -FINGER PUZZLE- — (2009) (iOS)
- Lumines Touch Fusion — (2009) (iOS)
- Child of Eden (2011) (Xbox 360, PlayStation 3)
- Lumines Electronic Symphony (2012) (PlayStation Vita)
- Guardian Hearts Online (2012) (PlayStation Vita)
- Destiny Of Spirits (2014) (Playstation Vita)

### Collaborations
- Ninety-Nine Nights (N3) — (2006) (Xbox 360) codéveloppé avec Phantagram
- Lumines Mobile — (2006) (Mobile)
- Meteos Mobile — (2006) (Mobile)
- Battle Stadium D.O.N — (2006) (GameCube, PlayStation 2), codéveloppé avec Takara Tomy et Eighting
- Gunpey DS — (2006) (Nintendo DS), codéveloppé avec Koto Laboratory
- Gunpey — (2006) (PlayStation Portable), codéveloppé avec Koto Laboratory
- Lumines Plus — (2007) (PlayStation 2)
- Meteos: Disney Edition  — (2007) (Nintendo DS), codéveloppé avec Platinum Egg et Aspect
- Lumines — (2007) (PC)
- Rez HD — (2008) (Xbox Live Arcade)
- Meteos Online  — (2007) (PC)
- Angels Online  — (2007) (PC, PlayStation 3)
- Peggle — (2009) (Nintendo DS)
- Ninety-Nine Nights II (2010) (Xbox 360), codéveloppé avec feelplus
- Destiny of Spirits (2013) (PlayStation Vita), codéveloppé avec SCE Japan Studio